# マテオス・カンダクジノス
マテオス・カンダクジノス（Ματθαίος Ασάνης Καντακουζηνός, Matthaios Kantakouzenos, 1325年 - 1383年6月）は、東ローマ帝国共同皇帝（在位：1353年4月 - 1357年12月）、モレアス専制公領統治者（1380年 - 1383年6月）。ヨハネス6世カンタクゼノスの長子。母イリニ・アサニナ・カンダクジニはブルガリア帝国アセン家の子孫で皇帝ミカエル8世パレオロゴスの孫娘。古典式慣例表記ではマタイオス・カンタクゼノス。

## 生涯
1341年初頭、マテオスは皇帝アンドロニコス2世パレオロゴスの息子ディミトリオス専制公の娘イリニ・パレオロギナと結婚する。同年後半の内乱の発生に伴い、皇帝宣言をした父ヨアニス6世の軍団に弟マヌイルと共に同行した。マケドニア地方西部に派遣された弟に対し、彼はトラキア地方での作戦に従事、1343年にクムツィニ（現コモティニ）の行政官に任命された。
1347年に父ヨアニスは内乱に勝利しコンスタンティノポリスの正皇帝となる。この年、弟マヌイル、義兄弟ニキフォロス2世が専制公に、母方の叔父マヌイルとヨアニスのアサン兄弟が尊厳公（セヴァストクラトル）に叙せられたが、マテオスはこうした称号を授与されず、ただ「皇帝に次ぐ、専制公よりも高い」という曖昧な地位に据えられた。これは後に見る皇帝擁立への布石であった。同年、アドリアノープルと周辺地域の行政権を委任された。1350年にテッサロニキに派遣された義兄弟で将来の競合相手となるヨハネス5世パレオロゴス(ヨアニス5世)共々、首都コンスタンティノポリスに残ったヨアニス6世からは遠ざけられる結果となった。
アドリアノープルで不安定な地位に甘んじるマテオスと、正統なパレオロゴス家の皇帝でありながら遠隔のテッサロニキに留め置かれたヨアニス5世はそれぞれに不満を募らせていき、1352年には遂に後者のヨアニス6世に対する反逆という形で内乱が再開された。マテオスは父を支援する側に回り、両派はトラキア地方を中心に激しく争った。戦闘はオスマン朝の君主オルハン（マテオスにとってはヨアニス5世同様、義兄弟の関係であった）の支援を受けたカンダクジノス派の勝利に終わり、ヨアニス5世は一時的に国外亡命を余儀なくされる。
手強い競合相手であったパレオロゴス家を排除したヨアニス6世の手によって、マテオスは正式に共同皇帝・後継者に擁立された。彼は1353年4月、総主教フィロテオス1世コキノスによって戴冠を受けた。
しかし、過度にトルコ人の力に頼ったカンダクジノス家の勝利は国民に不安を与え、また首都市民は正統なパレオロゴス家の排斥に憤慨した為、カンダクジノス家の支配は揺らぎ、ヨアニス5世は1354年コンスタンティノポリスに戻り、同12月9日にはヨアニス6世を廃位に追い込む事に成功した。
しかしマテオスはなおアドリアノープルで勢力を保ち、翌1355年に再びトラキアで争った。この戦いは決着がつかなかったが、マテオス陣営からは離脱者が相次ぎ、後退を余儀なくされる。間もなくマテオスは隣接する東マケドニアのセルビア人領主と小競り合いになり、フィリピ市の近郊で捕虜となってしまう(1356年)。ヨアニス5世は身代金を払って彼の身柄を受け取り、丁重にコンスタンティノポリスに連れ帰った。1357年12月、彼は退位宣言をして皇帝の位と衣装を正式に放棄し、再び「皇帝に次ぐ位階」に戻った。またこの時、ヨアニス5世はマテオスの長子ヨアニスに専制公の、次子ディミトリオス・カンダクジノスに尊厳公の称号を授けた。カンダクジノス家による皇帝権獲得の試みはマテオスの退位を以て終了したのである。もっともマテオスは一般には退位後も「皇帝」と呼ばれ続けていた事が、同時代の書簡から判明している。
マテオスは1361年頃、弟マヌイルが統治するペロポニソス半島・モレアス専制公領へ移住した。1380年4月10日に弟が死去すると、マテオスはその職務を引き継いだ。しかし彼は長く統治する事なく、コンスタンティノポリスに連絡を送り、ヨアニス5世に新たな専制公の派遣を要請した。ヨアニス5世はこれに応えて末子セオドロス1世パレオロゴスの派遣を決定したが、その到着を待つ事なく1383年6月、マテオスはミストラにて死去する。その時、次子ディミトリオスは自らが専制公領の支配権を相続する事を主張してセオドロスの着任を阻止すべく挙兵していた。
マテオスは父同様に文化人であり、神学に関連する著作を残している。また、彼に宛てたとされる何人かの文化人の書簡も現存している。

## 子女
マテオスとイリニ・パレオロギナの間には息子2人と娘3人が残された。
- 長男：ヨアニス（Johannes Kantakouzenos, Ιωάννης Καντακουζηνός, 1342年 - 1380年頃） - 専制公
- 次男：ディミトリオス - モレアス専制公（1383年 - 1384年）
- 長女：セオドラ（Theodora, Θεοδώρα） - 祖母イリニ＝エフゲニア・アサニナの許で修道女として生涯を送った（没年不詳）。
- 次女：エレニ（Helene, Ελένη） - カタルーニャ出身の中央ギリシア・サロナ伯ルイス・ファドリーク（シチリア王フェデリーコ2世の庶子アルフォンソの孫）の妻。
- 三女：マリア（Maria, Μαρία） - キプロス王国に移住した文人ヨアニス・ラスカリス・カロフェロスの妻。